# Pavlov (Šumperki járás)
Pavlov település Csehországban, Šumperki járásban. Pavlov Líšnice, Mohelnice, Loštice, Bouzov, Městečko Trnávka és Vranová Lhota településekkel határos. Lakosainak száma 663 fő (2024. január 1.).

## Népesség
A település lakosságának változását az alábbi diagram mutatja:
| Lakosok száma | 1304 | 1290 | 1201 | 799  | 689  | 585  | 612  | 631  | 654  | 663  |
|               | 1869 | 1890 | 1921 | 1950 | 1980 | 2001 | 2017 | 2019 | 2022 | 2024 |